# Senedjemib Inti

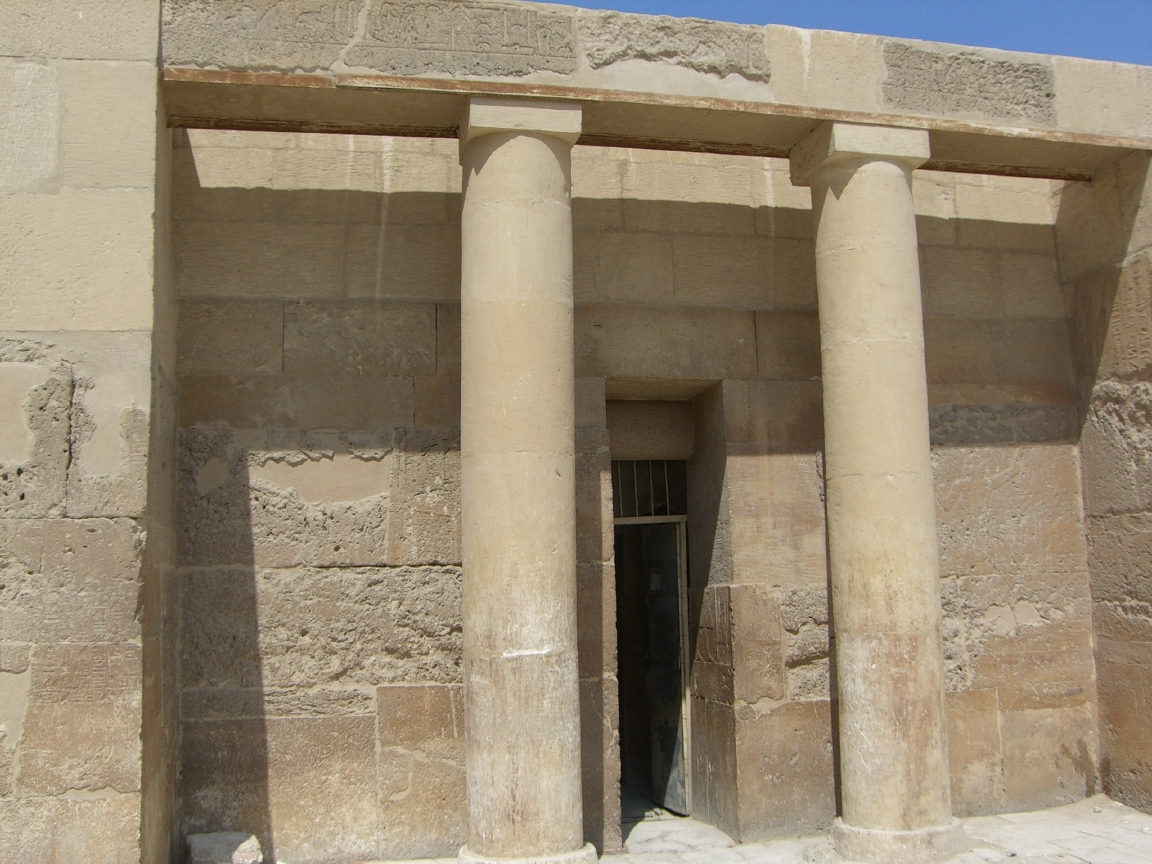
Mastaba des Senedjemib

Senedjemib, mit zweitem Namen Inti, war Wesir unter Pharao Djedkare-Isesi. Er trug die Titel „Vorsteher der Königlichen Aktenschreiber“ und „Vorsteher aller Arbeiten des Königs“ und war als solcher Oberbaumeister des Königs.
In zwei Briefen erwähnt Djedkare, dass Senedjemib das „Meret-Heiligtum des Isesi“ sowie den Sedfestpalast des Djedkare entwarf. Ein bruchstückhafter Text aus dem Grab des Senedjemib erwähnt die Planung eines weiteren Gebäudes.
Senedjemib wurde in Gizeh, nahe der Cheopspyramide, in einem von seinem Sohn Senedjemib Mehi angelegten Grab (G 2370) bestattet. Die lückenhaft erhaltene Grabinschrift enthält eine kurze Biographie und zwei an ihn gerichtete Briefe des Königs Djedkare.